# Cydistomyia nigropictus
Cydistomyia nigropictus är en tvåvingeart som beskrevs av Macquart 1855. Cydistomyia nigropictus ingår i släktet Cydistomyia och familjen bromsar. Inga underarter finns listade i Catalogue of Life.